# NGC 3771
NGC 3771 је елиптична галаксија у сазвежђу Пехар која се налази на NGC листи објеката дубоког неба.
Деклинација објекта је - 9° 20' 52" а ректасцензија 11h 39m 5,9s. Привидна величина (магнитуда) објекта NGC 3771 износи 12,6 а фотографска магнитуда 13,6.